# Phổ thông đầu phiếu
Phổ thông đầu phiếu là quyền bỏ phiếu của tất cả người lớn, chỉ phụ thuộc vào các ngoại lệ nhỏ. Nhiều quốc gia đưa ra một ngoại lệ cho một số nhỏ người lớn được coi là thiếu trí tuệ và không đủ khả năng bỏ phiếu. Các nước khác cũng loại trừ những người bị kết án về những tội ác nghiêm trọng hoặc những người trong tù, nhưng điều này được xem là vi phạm quyền cơ bản của con người ở ngày càng nhiều quốc gia. Tại một số quốc gia, bao gồm cả Hoa Kỳ, đối với các tội phạm đã bị kết án, rất khó để giành lại quyền này ngay cả sau khi đã chấp nhận bản án tù, nhưng luật bầu cử của Hoa Kỳ không phải áp dụng toàn quốc gia, mà phải tuân theo luật tiểu bang nên một số bang cho phép dễ hơn. Trong bất kỳ trường hợp nào, khi quyền bầu cử phổ thông tồn tại, quyền bỏ phiếu này không bị hạn chế bởi chủng tộc, giới tính, đức tin, tài sản, hoặc địa vị xã hội.
Mặc dù phải mất nhiều năm trước khi phụ nữ nhận được quyền ra tranh cử thậm chí sau khi có quyền bỏ phiếu, nhưng vẫn không có những điều khoản rõ ràng để phân biệt giữa các quyền khác nhau. Do đó, tốt nhất là tránh những điều khoản ít được biết đến và từ ngữ mơ hồ để làm cho sự khác biệt này và thay vào đó nói rõ ràng liệu quốc gia nào cho phép chỉ đàn ông hay cả phụ nữ có quyền bỏ phiếu hoặc cũng có quyền ra tranh cử.

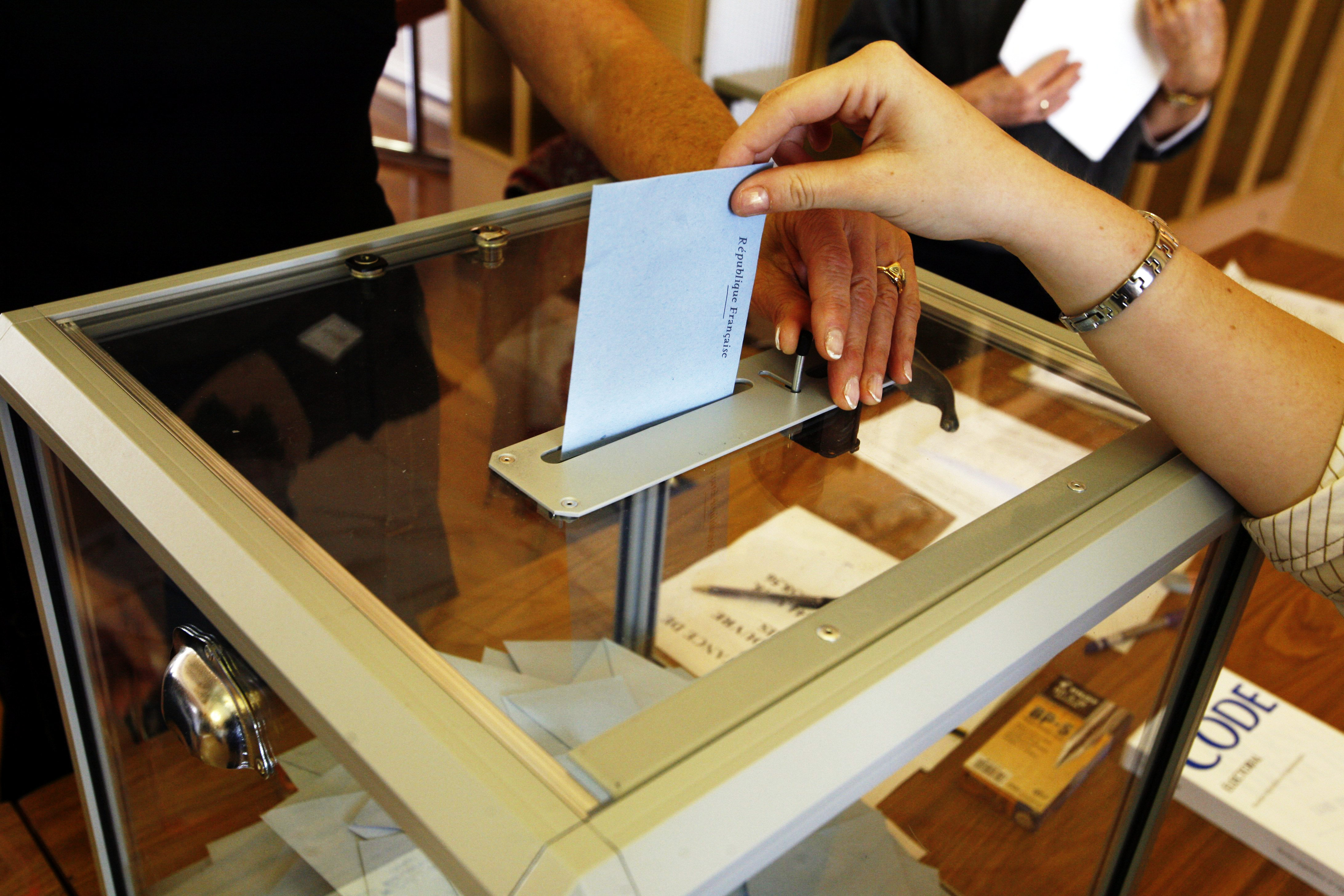
Bỏ phiếu minh bạch là một phần quan trọng của quy trình dân chủ chính thức.

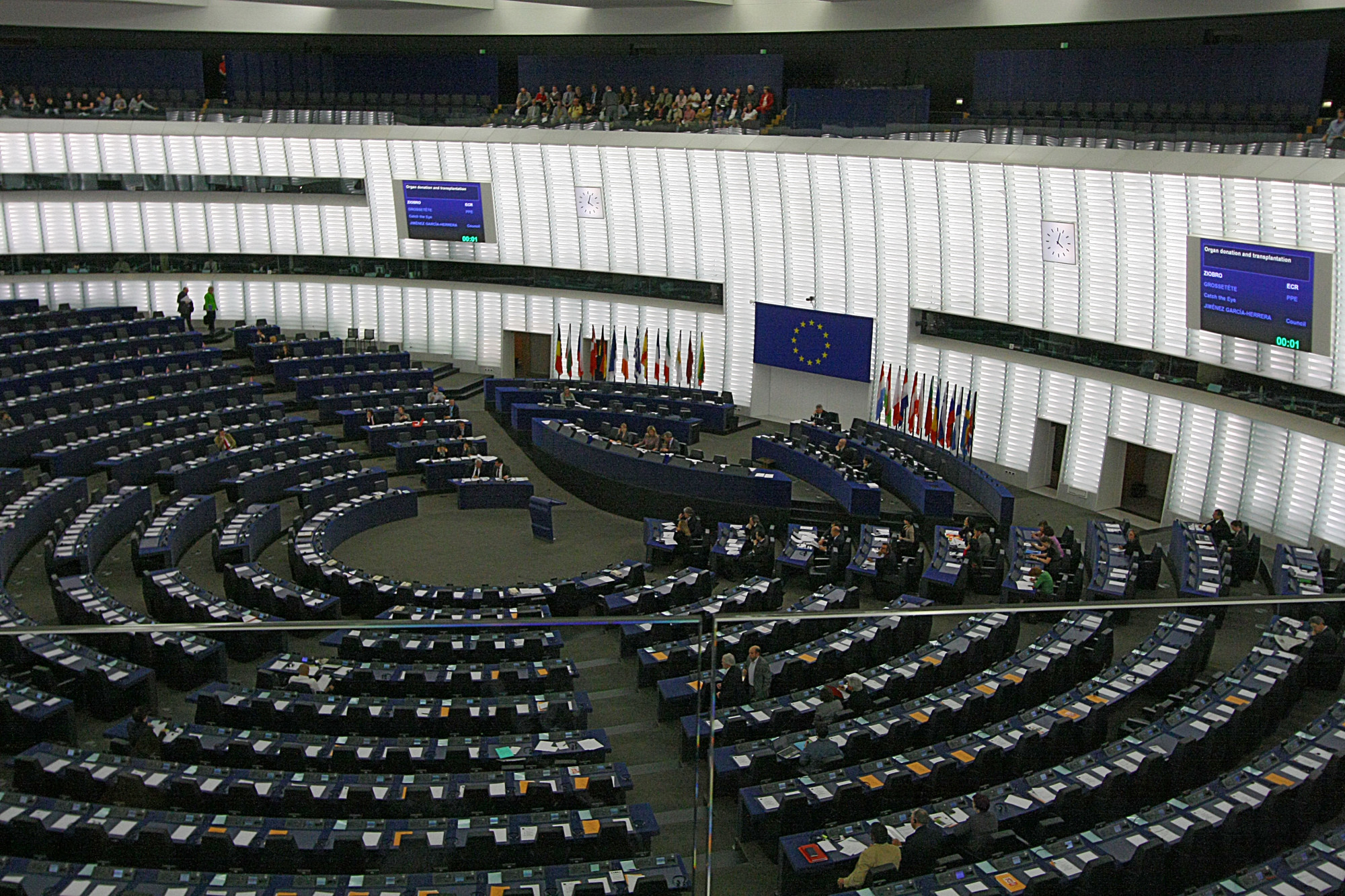
Nghị viện Châu Âu là cơ quan siêu quốc gia duy nhất được bầu cử với chế độ phổ thông đầu phiếu (kể từ năm 1979).

Ý nghĩa của từ phổ thông đầu phiếu đã thay đổi theo thời gian. Ban đầu nó đã được sử dụng cho việc toàn bộ nam giới có quyền bỏ phiếu và thậm chí ngày nay thuật ngữ này thường được sử dụng để đề cập đến các tình huống lịch sử hoặc đương đại trong đó phụ nữ có quyền bầu cử nhưng không được ra tranh cử. Thuật ngữ này cũng đã được sử dụng cho những tình huống mà có quyền bỏ phiếu phổ quát nhưng không có quyền ra tranh cử.
Ở hầu hết các quốc gia, quyền bầu cử phổ thông (quyền bầu cử nhưng không nhất thiết là quyền ra tranh cử) là kết quả sau khi quyền bầu cử phổ thông này được áp dụng cho toàn bộ nam giới. Các trường hợp ngoại lệ đáng lưu ý ở châu Âu là Pháp, nơi phụ nữ không thể bỏ phiếu cho đến năm 1944, Hy Lạp (1952) và Thụy Sĩ (năm 1971 trong cuộc bầu cử liên bang và năm 1990 trong tất cả các cuộc bầu cử quận hạt). Cần lưu ý rằng các quốc gia đã mất nhiều thời gian để thông qua quyền bầu cử của phụ nữ lại chính là các quốc gia tiên phong trong việc đồng ý phổ thông đầu phiếu cho toàn bộ nam giới.
Trong các nền dân chủ hiện đại đầu tiên, các chính phủ hạn chế việc bỏ phiếu chỉ dành riêng cho những người có tài sản và sự giàu có, mà hầu như luôn luôn có nghĩa là chỉ một thiểu số trong số nam giới được quyền bầu cử. Trong một số khu vực pháp lý, những hạn chế khác cũng tồn tại, như yêu cầu cử tri phải theo một tôn giáo nhất định. Trong tất cả các nền dân chủ hiện đại, số người có thể bỏ phiếu đã tăng dần theo thời gian. Trong thế kỷ XIX ở châu Âu, Anh và Bắc Mỹ, đã có những phong trào ủng hộ "bầu cử đầu phiếu [nam giới]". Phong trào dân chủ vào cuối thế kỷ XIX, liên kết các nhà dân chủ xã hội, đặc biệt ở Tây Âu, Australia, và New Zealand đã sử dụng khẩu hiệu Bình đẳng và phổ thông đầu phiếu.
Nhiều quốc gia dân chủ, ví dụ như Vương quốc Anh và Pháp, đã có thuộc địa với các công dân bên ngoài nước mẹ và các công dân này thường không có quyền bỏ phiếu cho cơ quan lập pháp quốc gia. Một trường hợp phức tạp đặc biệt là Algérie dưới sự quản lý của Đệ Tam Cộng hòa Pháp: về mặt pháp lý Algérie là một bộ phận hợp thành của Pháp, nhưng quyền công dân bị hạn chế (giống như ở tất cả các thuộc địa khác của Pháp) theo tư cách pháp nhân chứ không phải theo chủng tộc hoặc dân tộc. Bất kỳ người Algérie Hồi giáo nào cũng có thể trở thành công dân Pháp bằng cách chọn sống như một người Pháp. Vì điều này đòi hỏi người đó phải bỏ quyền tài phán theo luật Hồi giáo để theo luật dân sự Pháp, rất ít người đã làm như vậy. Trong số những người Hồi giáo, sự thay đổi như vậy được coi là sự khước từ đạo Hồi, vốn là tôn giáo chiếm ưu thế ở Algérie. Những người định cư ở Mỹ tuyên bố độc lập khỏi Vương quốc Anh đã trích dẫn "Không thuế mà không có đại diện" như một trong những phàn nàn chính của họ. Tuy nhiên, quốc gia Hoa Kỳ mới thành lập đã không mở rộng quyền bầu cử tại nước này, chỉ giới hạn trong các chủ sở hữu tài sản nam giới trưởng thành (khoảng 6% dân số) và không cho phép công dân Hoa Kỳ ở nước ngoài có quyền bầu cử, cho đến khi Đạo luật Bầu cử Vắng mặt của Công dân được thông qua năm 1986.